# يان سالي
يان سالي (بالفنلندية: Janne Salli)‏ هو لاعب كرة قدم فنلندي في مركز الدفاع، ولد في 14 ديسمبر 1977 في سينايوكي في فنلندا. شارك مع منتخب فنلندا لكرة القدم. أما مع النوادي، فقد لعب مع نادي بارنسلي وهكا.

## وصلات خارجية
- يان سالي على موقع الاتحاد الأوربي (الإنجليزية)
- يان سالي على موقع قاعدة بيانات كرة القدم.إي يو (الإنجليزية)
- يان سالي على موقع ناشيونال فوتبول تيمز (الإنجليزية)
- يان سالي على موقع Soccerway.com (الإنجليزية)
- يان سالي على موقع عالم كرة القدم.نت (الإنجليزية)